# Berghia coerulescens
Berghia coerulescens é uma espécie de molusco pertencente à família Aeolidiidae.
A autoridade científica da espécie é Laurillard, tendo sido descrita no ano de 1830.
Trata-se de uma espécie presente no território português, incluindo a zona económica exclusiva.